# Weichsel-Oder-Operation
1941: Białystok-Minsk – Dubno-Luzk-Riwne – Smolensk – Uman – Kiew – Odessa – Leningrader Blockade – Wjasma-Brjansk – Charkow – Rostow – Moskau – Tula

1942: Rschew – Charkow – Ljuban/Wolchow – Kertsch/Sewastopol – Fall Blau – Kaukasus – Stalingrad – Operation Mars

1943: Woronesch-Charkow – Operation Iskra – Nordkaukasus – Charkow – Kursk – Orjol – Donez-Mius – Donbass – Belgorod-Charkow – Smolensk – Dnepr – Kiew

1944: Dnepr-Karpaten – Leningrad-Nowgorod – Krim – Wyborg–Petrosawodsk – Operation Bagration – Lwiw-Sandomierz – Jassy–Kischinew – Belgrad – Petsamo-Kirkenes – Baltikum – Karpaten – Ungarn

1945: Kurland  – Weichsel-Oder – Ostpreußen – Westkarpaten – Niederschlesien – Ostpommern – Plattensee – Oberschlesien – Wien – Oder – Berlin – Prag

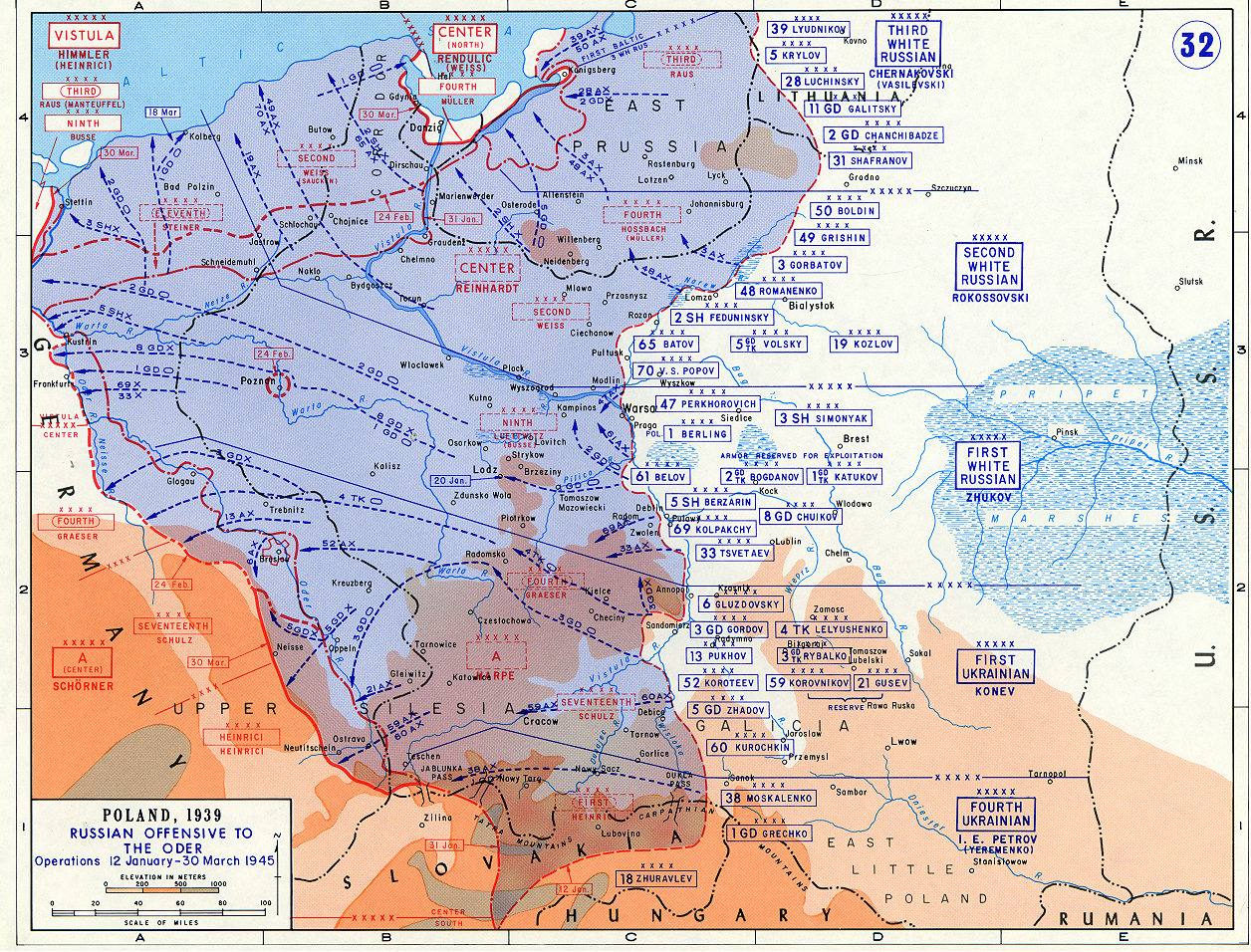
Verlauf der Operationen vom 12. Januar bis 30. März 1945

Die Weichsel-Oder-Operation (russisch Висло-Одерская операция, Wislo-Oderskaja operazija) ist die Bezeichnung einer Offensive an der deutsch-sowjetischen Ostfront des Zweiten Weltkrieges. Die Rote Armee begann am 12. Januar 1945 eine neue strategische Operation auf der 1.200 Kilometer breiten Front zwischen der Ostsee und den Karpaten. Sie endete am 3. Februar 1945. Im Laufe dieser Operation entwickelten sich zwei Hauptstoßrichtungen: über Warschau und Posen nach Küstrin und aus dem Sandomierz-Brückenkopf nach Schlesien entlang der Oder.

## Lage vor der Offensive aus deutscher Sicht
Der Jahresbeginn 1945 stand im Spannungsfeld dreier Kriegsschauplätze: Im Westen war die Ardennenoffensive im Ausklang, im Südosten war der Kampf um Budapest und das ungarische Öl noch nicht entschieden und an der Ostfront waren die Vorbereitungen der Sowjetarmee erkennbar abgeschlossen.
„Am 9. Januar – einen Tag nachdem Hitler den Oberbefehlshaber West v. Rundstedt ermächtigt hatte, die Westardennen zu räumen, traf Guderian nach einer Besichtigungsfahrt an die Ostfront in Hitlers Hauptquartier bei Frankfurt ein.“ Guderian forderte Hitler auf, Italien, Norwegen, den Balkan und das Baltikum [Kurland] aufzugeben und „alle auftreibbaren Reserven zu versammeln, um die Russen aus Deutschland herauszuhalten.“ Die Ostfront war seit dem Herbst 1944 kaum verstärkt worden.
An der Front zwischen Ostsee und Karpaten standen 75 der 287 deutschen Divisionen, „und zwar weit schwächere Divisionen als im Westen.“ Nach Angaben Stalins in Jalta hatte er 180 Divisionen versammelt, „die an den Schwerpunkten den Deutschen an Männern und Panzern […] sechsfach überlegen waren.“
Nach einer weiteren Besprechung mit Guderian ordnete Hitler an, die 6. Panzerarmee aus den Ardennen herauszuziehen, sie sollte jedoch zur Verfügung v. Rundstedts bleiben, „damit wir dort die Initiative behalten.“ Die von Guderian geforderte Verstärkung der Ostfront mit der 6. Panzerarmee blieb damit vorerst vakant. Hitler verbot zudem etwaige Rückzüge. Bereits am 12. Januar verlegte Hitler ohne Kenntnis Guderians die 6. Panzerarmee (auch 6. SS-Panzerarmee) nicht an die Ostfront, sondern nach Ungarn. An diesem Tag begann auch die von Hitler geringgeschätzte sowjetische Weichseloffensive. Am 15. Januar sah er sich jedoch veranlasst, sein Hauptquartier im Westen in Ziegenberg/Taunus „endgültig nach Berlin in die Reichskanzlei“ zu verlegen.
Die Luftflotte 6 hatte im Bereich der Heeresgruppe A das VIII. Fliegerkorps stehen, dessen drei Schlacht- und zwei Jagdgruppen Betriebsstoff für drei Großkampftage hatten.

## Gliederung der gegnerischen Kräfte
| 1. Weißrussische Front (Marschall Georgi Konstantinowitsch Schukow) |                                                                   |                                                                              |                                                                             |
|                                                                     | 47. Armee (Generalleutnant Franz Josifowitsch Perchorowitsch)     |                                                                              |                                                                             |
|                                                                     |                                                                   | 77. Schützenkorps – Generalmajor Wiktor Genrichowitsch Posnjak               |                                                                             |
|                                                                     |                                                                   |                                                                              | 185. Schützendivision – Oberst Michail Maxsimowitsch Muzykin                |
|                                                                     |                                                                   |                                                                              | 234. Schützendivision – Oberst Afanasi Iwanowitsch Seljukow                 |
|                                                                     |                                                                   |                                                                              | 328. Schützendivision – Oberst Iwan Grigorjewitsch Pawlowski                |
|                                                                     |                                                                   | 125. Schützenkorps Generalmajor A. M. Andrejew                               |                                                                             |
|                                                                     |                                                                   |                                                                              | 60. Schützendivision – Generalmajor Wiktor Georgijewitsch Tschernow         |
|                                                                     |                                                                   |                                                                              | 76. Schützendivision – Generalmajor A. N. Gerwasiew                         |
|                                                                     |                                                                   |                                                                              | 175. Schützendivision – Generalmajor Sachar Petrowitsch Wydrigan            |
|                                                                     |                                                                   | 129. Schützenkorps – Generalmajor Michail Borissowitsch Anaskin              |                                                                             |
|                                                                     |                                                                   |                                                                              | 260. Schützendivision – Oberst J. P. Gorschenin                             |
|                                                                     |                                                                   |                                                                              | 132. Schützendivision – Oberst Iwan Wasiljewitsch Solowjew                  |
|                                                                     |                                                                   |                                                                              | 143. Schützendivision – Generalmajor Mitrofan Moisewitsch Zaikin            |
|                                                                     | 1. Polnische Armee (General Zygmunt Berling)                      |                                                                              |                                                                             |
|                                                                     |                                                                   |                                                                              | 1. polnische Division – Generalmajor Wojciech Bewziuk                       |
|                                                                     |                                                                   |                                                                              | 2. polnische Division – Generalmajor Jan Rotkiewicz                         |
|                                                                     |                                                                   |                                                                              | 3. polnische Division – Brigadegeneral Stanislaw Zajkowski                  |
|                                                                     |                                                                   |                                                                              | 4. polnische Division – Brigadegeneral Bolesław Kieniewicz                  |
|                                                                     |                                                                   |                                                                              | 6. polnische Division – Brigadegeneral Giennadi Szejpak                     |
|                                                                     |                                                                   |                                                                              | polnische 1. Panzer-Brigade – Oberst Aleksandr Petrowitsch Maljutin         |
|                                                                     |                                                                   |                                                                              | polnische 2. Panzer-Brigade – Oberst Władimir Radziwanowicz                 |
|                                                                     | 3. Stoßarmee (Generalleutnant Nikolai Pawlowitsch Simonjak)       |                                                                              |                                                                             |
|                                                                     |                                                                   | 7. Schützenkorps – Generalmajor Wolodja A. Christow                          |                                                                             |
|                                                                     |                                                                   |                                                                              | 146. Schützendivision – Generalmajor S. I. Karapetjan                       |
|                                                                     |                                                                   |                                                                              | 265. Schützendivision – Generalmajor Danil Jefimowitsch Krasilnikow         |
|                                                                     |                                                                   |                                                                              | 364. Schützendivision – Oberst Iwan Andrejwitsch Worobjew                   |
|                                                                     |                                                                   | 12. Garde-Schützenkorps – Generalleutnant A. F. Kazanin                      |                                                                             |
|                                                                     |                                                                   |                                                                              | 23. Garde-Schützendivision – Generalmajor Pawel Mendelejewitsch Schafarenko |
|                                                                     |                                                                   |                                                                              | 52. Garde-Schützendivision – Generalmajor Nestor Dmitriwitsch Kosin         |
|                                                                     |                                                                   |                                                                              | 33. Schützendivision – Generalmajor Wassili Iwanowitsch Smirnow             |
|                                                                     |                                                                   | 79. Schützenkorps – Generalmajor Semjon Nikiforowitsch Perewertkin           |                                                                             |
|                                                                     |                                                                   |                                                                              | 150. Schützendivision – Generalmajor W. M. Schatilow                        |
|                                                                     |                                                                   |                                                                              | 171. Schützendivision – Oberst A. P. Negoda                                 |
|                                                                     |                                                                   |                                                                              | 207. Schützendivision – Oberst W. M. Asafow                                 |
|                                                                     | 61. Armee (Generalleutnant Pawel Alexejewitsch Below)             |                                                                              |                                                                             |
|                                                                     |                                                                   | 9. Garde-Schützenkorps – Generalleutnant Grigori Alexejewitsch Chaljusin     |                                                                             |
|                                                                     |                                                                   |                                                                              | 12. Garde-Schützendivision – Oberst Dmitri Kusmitsch Malkow                 |
|                                                                     |                                                                   |                                                                              | 75. Garde-Schützendivision – Generalmajor Wassili Akimowitsch Gorischin     |
|                                                                     |                                                                   |                                                                              | 415. Schützendivision – Oberst Pawel Iwanowitsch Moschchalkow               |
|                                                                     |                                                                   | 80. Schützenkorps – Generalmajor Wiktor A. Werschbizki                       |                                                                             |
|                                                                     |                                                                   |                                                                              | 82. Schützendivision – Oberst Timofei Dmitrijewitsch Dudorow                |
|                                                                     |                                                                   |                                                                              | 212. Schützendivision – Oberst Sergei Michailowitsch Maslow                 |
|                                                                     |                                                                   |                                                                              | 356. Schützendivision – Generalmajor M. G. Makarow                          |
|                                                                     |                                                                   | 89. Schützenkorps – Generalmajor Michail Alexandrowitsch Sijasow             |                                                                             |
|                                                                     |                                                                   |                                                                              | 23. Schützendivision – Oberst Ilja Michailowitsch Podberesina               |
|                                                                     |                                                                   |                                                                              | 311. Schützendivision – Generalmajor Boris Alexandrowitsch Wladimirow       |
|                                                                     |                                                                   |                                                                              | 397. Schützendivision – Oberst Nikolai F. Andonow                           |
|                                                                     | 1. Garde-Panzerarmee (Generaloberst Michail Jefimowitsch Katukow) |                                                                              |                                                                             |
|                                                                     |                                                                   | 8. Garde-mechanisiertes Korps – Generalmajor I. F. Dremow                    |                                                                             |
|                                                                     |                                                                   |                                                                              | 19. Garde-mechanisierte Brigade – Oberst Andrei G. Baranow                  |
|                                                                     |                                                                   |                                                                              | 20. Garde-mechanisierte Brigade – Oberst Alexei Ignatjewitsch Anfimow       |
|                                                                     |                                                                   |                                                                              | 21. Garde-mechanisierte Brigade                                             |
|                                                                     |                                                                   | 11. Garde-Panzerkorps – Oberst Amasasp Chatschaturowitsch Babadschanjan      |                                                                             |
|                                                                     |                                                                   |                                                                              | 40. Garde-Panzerbrigade                                                     |
|                                                                     |                                                                   |                                                                              | 44. Garde-Panzerbrigade – Oberst Josif Irakljewitsch Gusakowski             |
|                                                                     |                                                                   |                                                                              | 45. Garde-Panzerbrigade                                                     |
|                                                                     |                                                                   |                                                                              | 27. Garde-mechanisierte Schützenbrigade                                     |
|                                                                     |                                                                   | 11. Panzerkorps – Generalmajor Iwan Iwanowitsch Juschtschuk                  |                                                                             |
|                                                                     |                                                                   |                                                                              | 36. Panzerbrigade – Oberst Iwan Scharikow                                   |
|                                                                     |                                                                   |                                                                              | 65. mechanisierte Brigade – Oberst Arkadi T. Pawluschko                     |
|                                                                     |                                                                   |                                                                              | 20. mechanisierte Brigade – Oberst Nikolai Pawlowitsch Konstantinow         |
|                                                                     |                                                                   |                                                                              | 12. mechanisierte Schützenbrigade – Oberst Jefim Iwanowitsch Scharow        |
|                                                                     | 2. Garde-Panzerarmee (Generaloberst Semjon Iljitsch Bogdanow)     |                                                                              |                                                                             |
|                                                                     |                                                                   | 1. mechanisiertes Korps – Generalleutnant Semjon Kriwoschein                 |                                                                             |
|                                                                     |                                                                   |                                                                              | 19. mechanisierte Brigade                                                   |
|                                                                     |                                                                   |                                                                              | 35. mechanisierte Brigade                                                   |
|                                                                     |                                                                   |                                                                              | 37. mechanisierte Brigade                                                   |
|                                                                     |                                                                   | 9. Garde-mechanisiertes Korps – Generalmajor Nikolai Denissowitsch Wedenejew |                                                                             |
|                                                                     |                                                                   |                                                                              | 47. mechanisierte Brigade – Oberst Nikolai Weniaminowitsch Kopilow          |
|                                                                     |                                                                   |                                                                              | 50. mechanisierte Brigade – Oberstleutnant Michail S. Piskunow              |
|                                                                     |                                                                   |                                                                              | 65. mechanisierte Brigade – Oberst Iwan T. Potapow                          |
|                                                                     |                                                                   |                                                                              | 33. Garde-mechanisierte Brigade – Oberst Pawel Z. Schamardin                |
|                                                                     |                                                                   | 8. Garde-Panzerkorps – Generalmajor Alexei Fjodorowitsch Popow               |                                                                             |
|                                                                     |                                                                   |                                                                              | 58. Garde-Panzer-Brigade – Oberst Pjotr S. Piskarew                         |
|                                                                     |                                                                   |                                                                              | 59. Garde-Panzer-Brigade – Oberst Atanasi S. Turenko                        |
|                                                                     |                                                                   |                                                                              | 60. Garde-Panzer-Brigade – Oberst Iwan Jakowlewitsch Stepanow               |
|                                                                     |                                                                   |                                                                              | 30. Garde-mechanisierte Brigade – Generalmajor Michail Z. Kiselew           |
|                                                                     | 5. Stoßarmee (Generaloberst Nikolaj Bersarin)                     |                                                                              |                                                                             |
|                                                                     |                                                                   | 9. Schützenkorps – Generalleutnant Iwan Pawlowitsch Rosslij                  |                                                                             |
|                                                                     |                                                                   |                                                                              | 230. Schützendivision – Oberst L. K. Schischikow                            |
|                                                                     |                                                                   |                                                                              | 248. Schützendivision – Oberst Nikolai Sacharowitsch Galay                  |
|                                                                     |                                                                   |                                                                              | 301. Schützendivision – Oberst Wladimir Semjonowitsch Antonow               |
|                                                                     |                                                                   | 26. Garde-Schützenkorps – Generalmajor Pawel A. Firsow                       |                                                                             |
|                                                                     |                                                                   |                                                                              | 89. Garde-Schützendivision – Generalmajor Michail Petrowitsch Serugin       |
|                                                                     |                                                                   |                                                                              | 94. Garde-Schützendivision – Oberst Grigori Nikolajewitsch Schostatzkij     |
|                                                                     |                                                                   |                                                                              | 266. Schützendivision – Generalmajor S. M. Fomitschenko                     |
|                                                                     |                                                                   | 32. Schützenkorps – Generalleutnant Dmitri Sergejewitsch Scherebin           |                                                                             |
|                                                                     |                                                                   |                                                                              | 60. Garde-Schützendivision – Generalmajor W. P. Sokolow                     |
|                                                                     |                                                                   |                                                                              | 295. Schützendivision – Generalmajor Alexander Petrowitsch Dorofejew        |
|                                                                     |                                                                   |                                                                              | 416. Schützendivision – Generalmajor D. M. Sysranow                         |
|                                                                     | 8. Gardearmee (Generaloberst Wassili Iwanowitsch Tschuikow)       |                                                                              |                                                                             |
|                                                                     |                                                                   | 4. Garde-Schützenkorps – Generalleutnant Wassili Afanassjewitsch Glasunow    |                                                                             |
|                                                                     |                                                                   |                                                                              | 35. Garde-Schützendivision – Oberst Grigorjew                               |
|                                                                     |                                                                   |                                                                              | 47. Garde-Schützendivision – Generalleutnant Wassili M. Tschugejew          |
|                                                                     |                                                                   |                                                                              | 57. Garde-Schützendivision – Generalmajor P. J. Salisjuk                    |
|                                                                     |                                                                   | 28. Garde-Schützenkorps – Generalleutnant A. J. Ryschow                      |                                                                             |
|                                                                     |                                                                   |                                                                              | 39. Garde-Schützendivision – Oberst E. J. Marschenko                        |
|                                                                     |                                                                   |                                                                              | 79. Garde-Schützendivision – Generalmajor Leonid Iwanowitsch Bagin          |
|                                                                     |                                                                   |                                                                              | 88. Garde-Schützendivision – Generalmajor G. J. Pankow                      |
|                                                                     |                                                                   | 29. Garde-Schützenkorps – Generalleutnant A. D. Schemenkow                   |                                                                             |
|                                                                     |                                                                   |                                                                              | 27. Garde-Schützendivision – Generalmajor Viktor S. Glebow                  |
|                                                                     |                                                                   |                                                                              | 74. Garde-Schützendivision – Generalmajor Dmitri I. Bakanow                 |
|                                                                     |                                                                   |                                                                              | 82. Garde-Schützendivision – Generalmajor Georgi I. Chetagurow              |
|                                                                     |                                                                   | 12. Garde-Panzerkorps – Generalmajor Nikolai Matwjewitsch Teltjakow          |                                                                             |
|                                                                     |                                                                   |                                                                              | 48. Garde-Panzerbrigade – Oberstleutnant Wassili I. Makarow                 |
|                                                                     |                                                                   |                                                                              | 49. Garde-Panzerbrigade – Oberst Tichon Porfirewitsch Abramow               |
|                                                                     |                                                                   |                                                                              | 66. Garde-Panzerbrigade – Oberst Arkadi T. Pawluschko                       |
|                                                                     |                                                                   |                                                                              | 34. Garde-mechanisierte Brigade – Oberst Nikolai Petrowitsch Ohman          |
|                                                                     | 69. Armee (Generaloberst Wladimir Jakowlewitsch Kolpaktschi)      |                                                                              |                                                                             |
|                                                                     |                                                                   | 25. Schützenkorps – Generalmajor Alexander B. Barinow                        |                                                                             |
|                                                                     |                                                                   |                                                                              | 77. Garde-Schützendivision – Generalmajor Wassili Semjonowitsch Askalepow   |
|                                                                     |                                                                   |                                                                              | 4. Schützendivision – Oberst Viktor Dmitrijewitsch Kiselew                  |
|                                                                     |                                                                   |                                                                              | 64. Schützendivision – Generalmajor T. K. Skwrjlew                          |
|                                                                     |                                                                   | 61. Schützenkorps – Generalleutnant J. F. Grigorjewski                       |                                                                             |
|                                                                     |                                                                   |                                                                              | 41. Schützendivision – Oberst Stepan Iwanowitsch Tschernjak                 |
|                                                                     |                                                                   |                                                                              | 134. Schützendivision – Generalmajor Wladimir Filippowitsch Stenin          |
|                                                                     |                                                                   |                                                                              | 247. Schützendivision – Generalmajor Grigori Denisowitsch Muchin            |
|                                                                     |                                                                   |                                                                              | 274. Schützendivision – Generalmajor Wassili P. Schulga                     |
|                                                                     |                                                                   | 91. Schützenkorps – Generalleutnant Fjodor A. Wolkow                         |                                                                             |
|                                                                     |                                                                   |                                                                              | 312. Schützendivision – Generalmajor Alexander Gawrilowitsch Moisewski      |
|                                                                     |                                                                   |                                                                              | 370. Schützendivision – Generalmajor Pjotr Sawitsch Gawrilewski             |
|                                                                     |                                                                   |                                                                              | 117. Schützendivision – Generalmajor Jermolai G. Koberidze                  |
|                                                                     | 33. Armee (Generaloberst Wjatscheslaw Dmitrijewitsch Zwetajew)    |                                                                              |                                                                             |
|                                                                     |                                                                   | 16. Schützenkorps – Generalleutnant Jerofej W. Dobrowolwski                  |                                                                             |
|                                                                     |                                                                   |                                                                              | 89. Schützendivision – Nveri Geworkowitsch Safarjan                         |
|                                                                     |                                                                   |                                                                              | 339. Schützendivision – Oberst Gawrili Tarasowitsch Wasilenko               |
|                                                                     |                                                                   |                                                                              | 383. Schützendivision – Oberst Michail Gorbatschow                          |
|                                                                     |                                                                   | 38. Schützenkorps – Generalleutnant Alexei Dmitriwitsch Tereschkow           |                                                                             |
|                                                                     |                                                                   |                                                                              | 323. Schützendivision – Generalmajor W. T. Maslow                           |
|                                                                     |                                                                   |                                                                              | 95. Schützendivision – Oberst S. K. Artemjew                                |
|                                                                     |                                                                   | 62. Schützenkorps – Generalleutnant Jakow S. Worobjew                        |                                                                             |
|                                                                     |                                                                   |                                                                              | 49. Schützendivision – Generalmajor P. K. Bogdanowitsch                     |
|                                                                     |                                                                   |                                                                              | 222. Schützendivision – Oberst Gregori Petrowitsch Sawtschuk                |
|                                                                     |                                                                   |                                                                              | 362. Schützendivision – Generalmajor Michail Alexsandrowitsch Jenschin      |
|                                                                     | Fronttruppen                                                      |                                                                              |                                                                             |
|                                                                     |                                                                   | 2. Garde-Kavalleriekorps – Generalleutnant Wladimir Wiktorowitsch Krjukow    |                                                                             |
|                                                                     |                                                                   |                                                                              | 3. Garde-Kavallerie-Division – Generalmajor Michail Danilowitsch Jagodin    |
|                                                                     |                                                                   |                                                                              | 4. Garde-Kavallerie-Division – Generalmajor Boris Stepanowitsch Melnik      |
|                                                                     |                                                                   |                                                                              | 17. Garde-Kavallerie-Division – Generalmajor Paul Trophimowitsch Kursakow   |
|                                                                     |                                                                   | 7. Garde-Kavalleriekorps – Generalmajor Michail Petrowitsch Konstantinow     |                                                                             |
|                                                                     |                                                                   |                                                                              | 14. Garde-Kavalleriedivision – Generalmajor Gregori Koblow                  |
|                                                                     |                                                                   |                                                                              | 15. Garde-Kavalleriedivision – Generalmajor Iwan Terentjewitsch Chalenko    |
|                                                                     |                                                                   |                                                                              | 16. Kavalleriedivision – Generalmajor Gregori A. Below                      |

| 1. Ukrainische Front (Marschall Iwan Stepanowitsch Konew) |                                                                   |                                                                          |                                                                                    |
|                                                           | 21. Armee (Generaloberst Dmitri Nikolajewitsch Gussew)            |                                                                          |                                                                                    |
|                                                           |                                                                   | 55. Schützenkorps – Generalleutnant Juri Nowoselski                      |                                                                                    |
|                                                           |                                                                   |                                                                          | 225. Schützendivision – Oberst Michail Alexandrowitsch Pisochyn                    |
|                                                           |                                                                   |                                                                          | 229. Schützendivision – Oberst Athanasios S. Pypirew                               |
|                                                           |                                                                   |                                                                          | 285. Schützendivision – Oberst Nikolai Fjodorowitsch Sucharew                      |
|                                                           |                                                                   | 117. Schützenkorps – Generalmajor Wassili A. Trubatschew                 |                                                                                    |
|                                                           |                                                                   |                                                                          | 72. Schützendivision – Generalmajor Ilja Iwanowitsch Jastrjebow                    |
|                                                           |                                                                   |                                                                          | 120. Schützendivision – Generalmajor Iwan Pawlowitsch Goworow                      |
|                                                           |                                                                   |                                                                          | 125. Schützendivision – Oberst Wassili Kondratjewitsch Sinowjew                    |
|                                                           |                                                                   | 118. Schützenkorps – Generalmajor Alexander F. Naumow                    |                                                                                    |
|                                                           |                                                                   |                                                                          | 128. Schützendivision – Oberst Ephraim Ignatjewitsch Dolgow                        |
|                                                           |                                                                   |                                                                          | 282. Schützendivision – Generalmajor Grigori Scholew                               |
|                                                           |                                                                   |                                                                          | 291. Schützendivision – Generalmajor Wassili Kasimirowitsch Zajaczkowski           |
|                                                           | 6. Armee (Generalleutnant Wladimir Alexejewitsch Glusdowski)      |                                                                          |                                                                                    |
|                                                           |                                                                   | 22. Schützenkorps – Generalmajor Fjodor Wassiljewitsch Sacharow          |                                                                                    |
|                                                           |                                                                   |                                                                          | 218. Schützendivision – Oberst Pjotr Saweljewitsch Jereschenko                     |
|                                                           |                                                                   |                                                                          | 273. Schützendivision – Oberst Dmitri Pawlowitsch Sinkin                           |
|                                                           |                                                                   | 74. Schützenkorps – Generalmajor Alexander Wassiljewitsch Woroschischtew |                                                                                    |
|                                                           |                                                                   |                                                                          | 181. Schützendivision – Oberst Leonid Petrowitsch Dikji                            |
|                                                           |                                                                   |                                                                          | 309. Schützendivision – Oberst Boris Dawidowitsch Ljew                             |
|                                                           |                                                                   |                                                                          | 359. Schützendivision – Oberst Pjotr Pawlowitsch Kosolapow                         |
|                                                           | 3. Gardearmee (Generaloberst Wassili Nikolajewitsch Gordow)       |                                                                          |                                                                                    |
|                                                           |                                                                   | 21. Schützenkorps – Generalmajor Alexei A. Jamanow                       |                                                                                    |
|                                                           |                                                                   |                                                                          | 58. Schützendivision – Generalmajor Wassili Akimowitsch Samsonow                   |
|                                                           |                                                                   |                                                                          | 253. Schützendivision – Oberst Jefim Pawlowitsch Eppin                             |
|                                                           |                                                                   |                                                                          | 329. Schützendivision – Oberst Fjodor Abaschew                                     |
|                                                           |                                                                   | 76. Schützenkorps – Generalleutnant Michail Iwanowitsch Gluchow          |                                                                                    |
|                                                           |                                                                   |                                                                          | 127. Schützendivision – Generalmajor Semjon Mladjentschew                          |
|                                                           |                                                                   |                                                                          | 287. Schützendivision – Generalmajor Josif Pankratow                               |
|                                                           |                                                                   |                                                                          | 389. Schützendivision – Generalmajor Leonid A. Kolobow                             |
|                                                           |                                                                   | 120. Schützenkorps – Generalmajor Fjodor Danilowski                      |                                                                                    |
|                                                           |                                                                   |                                                                          | 106. Schützendivision – Generalmajor Jemjelian Wasilenko                           |
|                                                           |                                                                   |                                                                          | 149. Schützendivision – Generalmajor Andrei Archipowitsch Orlow                    |
|                                                           |                                                                   |                                                                          | 197. Schützendivision – Generalmajor Fjodor Danilowski                             |
|                                                           | 13. Armee (Generaloberst Nikolai Pawlowitsch Puchow)              |                                                                          |                                                                                    |
|                                                           |                                                                   | 24. Schützenkorps – Generalmajor Dmitri Platonowitsch Onuprienko         |                                                                                    |
|                                                           |                                                                   |                                                                          | 147. Schützendivision – Oberst Grigori Dudnik                                      |
|                                                           |                                                                   |                                                                          | 350. Schützendivision – Generalmajor Grigori Wiechin                               |
|                                                           |                                                                   | 27. Schützenkorps – Generalmajor Filipp Michailowitsch Tscherokmanow     |                                                                                    |
|                                                           |                                                                   |                                                                          | 6. Garde-Schützendivision – Oberst Georgi Iwanow                                   |
|                                                           |                                                                   |                                                                          | 112. Schützendivision – Oberst Dmitri Tichonowitsch Schukow                        |
|                                                           |                                                                   |                                                                          | 280. Schützendivision – Generalmajor Jefim Laschtschenko                           |
|                                                           |                                                                   | 102. Schützenkorps – Generalmajor Iwan Michailowitsch Pusikow            |                                                                                    |
|                                                           |                                                                   |                                                                          | 172. Schützendivision – Generalmajor Anatoli A. Krasnow                            |
|                                                           |                                                                   |                                                                          | 121. Schützendivision – Generalmajor Logwin Danilowitsch Tscherwoni                |
|                                                           |                                                                   |                                                                          | 395. Schützendivision – Oberst Alexei Korusjewitsch                                |
|                                                           | 3. Gardepanzerarmee (Generaloberst Pawel Semjonowitsch Rybalko)   |                                                                          |                                                                                    |
|                                                           |                                                                   | 6. Garde-mechanisiertes Korps – Generalmajor Wassili Nowikow             |                                                                                    |
|                                                           |                                                                   |                                                                          | 51. Garde-mechanisierte Brigade – Oberst Dmitri Gawrilowitsch Suchowarow           |
|                                                           |                                                                   |                                                                          | 52. Garde-mechanisierte Brigade – Oberst Ludwig I. Kuristow                        |
|                                                           |                                                                   |                                                                          | 53. Garde-mechanisierte Brigade – Oberst Wassili Wladimirow Archipow               |
|                                                           |                                                                   | 7. mechanisiertes Korps – Generalmajor Sergei A. Iwanow                  |                                                                                    |
|                                                           |                                                                   |                                                                          | 54. mechanisierte Brigade – Oberst Iwan Iljitsch Tschugunkow                       |
|                                                           |                                                                   |                                                                          | 55. mechanisierte Brigade – Oberst Dawid Abramowitsch Dragunski                    |
|                                                           |                                                                   |                                                                          | 56. mechanisierte Brigade – Oberst Sachari Slusarenko                              |
|                                                           |                                                                   |                                                                          | 23. Panzerbrigade – Oberst Alexandr Golowatschow                                   |
|                                                           |                                                                   | 9. mechanisiertes Korps – Generalmajor Nikolai Denissowitsch Wedenejew   |                                                                                    |
|                                                           |                                                                   |                                                                          | 69. mechanisierte Brigade – Oberst Sergei Litwinow                                 |
|                                                           |                                                                   |                                                                          | 70. mechanisierte Brigade – Oberst Iwan Iwanow                                     |
|                                                           |                                                                   |                                                                          | 71. mechanisierte Brigade – Oberst Alexandr Koltschew                              |
|                                                           | 4. Panzerarmee (Generalleutnant Dmitri Danilowitsch Leljuschenko) |                                                                          |                                                                                    |
|                                                           |                                                                   | 10. Garde-Panzerkorps – Generalleutnant Jewtichi Jemljanowitsch Below    |                                                                                    |
|                                                           |                                                                   |                                                                          | 61. Garde-Panzerbrigade – Oberst Wassili Saizew                                    |
|                                                           |                                                                   |                                                                          | 62. Garde-Panzerbrigade – Oberst Sergej Alexejewitsch Denissow                     |
|                                                           |                                                                   |                                                                          | 63. Garde-Panzerbrigade – Oberst Michail G. Fomitschew                             |
|                                                           |                                                                   |                                                                          | 29. Panzer-Brigade – Oberst Andrej Illarionowitsch Jefimow                         |
|                                                           |                                                                   | 6. Garde-mechanisiertes Korps – Oberst Wassili Fjodorowitsch Orlow       |                                                                                    |
|                                                           |                                                                   |                                                                          | 16. Garde-mechanisierte Brigade – Oberst Wsewolod Jesupowitsch Rywschow            |
|                                                           |                                                                   |                                                                          | 17. Garde-mechanisierte Brigade – Oberst Leonid D. Tschurilow                      |
|                                                           |                                                                   |                                                                          | 49. mechanisierte Brigade – Oberst Pjotr Turkin                                    |
|                                                           |                                                                   | 5. Garde-mechanisiertes Korps – Generalmajor Boris Skwortzow             |                                                                                    |
|                                                           |                                                                   |                                                                          | 10. Garde-mechanisierte Brigade – Oberst Wassili Buslawjew                         |
|                                                           |                                                                   |                                                                          | 11. Garde-mechanisierte Brigade – Oberst Fjodor Brikow                             |
|                                                           |                                                                   |                                                                          | 12. Garde-mechanisierte Brigade – Oberst Grigori Borisenko                         |
|                                                           |                                                                   | 10. mechanisiertes Korps – Oberst Neil Danilowitsch Tschuprow            |                                                                                    |
|                                                           |                                                                   |                                                                          | 91. mechanisierte Brigade – Oberst Viktor Iwanowitsch Tutuschkin                   |
|                                                           |                                                                   |                                                                          | 93. mechanisierte Brigade – Major Alexei Dementjew                                 |
|                                                           | 52. Armee (Generaloberst Konstantin Apollonowitsch Korotejew)     |                                                                          |                                                                                    |
|                                                           |                                                                   | 48. Schützenkorps – Generalmajor Sinowi Sacharowitsch Rogosnji           |                                                                                    |
|                                                           |                                                                   |                                                                          | 111. Schützendivision – Oberst P. K. Tschiwalew                                    |
|                                                           |                                                                   |                                                                          | 116. Schützendivision – Generalmajor W. A. Smirnow                                 |
|                                                           |                                                                   |                                                                          | 213. Schützendivision – Generalmajor I. J. Buslajew                                |
|                                                           |                                                                   | 73. Schützenkorps – Generalmajor Sarkis Sogomonowitsch Martirosjan       |                                                                                    |
|                                                           |                                                                   |                                                                          | 50. Schützendivision – Oberst Nikolai A. Rubanow                                   |
|                                                           |                                                                   |                                                                          | 254. Schützendivision – Generalmajor Michail K. Putejko                            |
|                                                           |                                                                   |                                                                          | 294. Schützendivision – Oberst Iwan Perepeliza                                     |
|                                                           |                                                                   | 78. Schützenkorps – Generalleutnant Georgi Aleandrowitsch Latyschew      |                                                                                    |
|                                                           |                                                                   |                                                                          | 31. Schützendivision – Oberst Iwan Fedotowitsch Chilchewski                        |
|                                                           |                                                                   |                                                                          | 214. Schützendivision – Generalmajor Grigori Nikititsch Schukow                    |
|                                                           |                                                                   |                                                                          | 373. Schützendivision – Generalmajor Kuzma Iwanowitsch Sasonow                     |
|                                                           | 5. Gardearmee (Generaloberst Alexei Semjonowitsch Schadow)        |                                                                          |                                                                                    |
|                                                           |                                                                   | 32. Garde-Schützenkorps – Generalleutnant Alexander Rodimzew             |                                                                                    |
|                                                           |                                                                   |                                                                          | 13. Garde-Schützendivision – Generalmajor Dmitri Scherebin                         |
|                                                           |                                                                   |                                                                          | 95. Garde-Schützendivision – Generalmajor Andrei Iwanowitsch Olejnikow             |
|                                                           |                                                                   |                                                                          | 97. Garde-Schützendivision – Oberst Anton Prokofjewitsch Garan                     |
|                                                           |                                                                   |                                                                          | 60. Schützendivision – Generalmajor Wassili Sokolow                                |
|                                                           |                                                                   | 33. Garde-Schützenkorps – Generalleutnant Nikita Fedotowitsch Lebedenko  |                                                                                    |
|                                                           |                                                                   |                                                                          | 9. Fallschirm-Schützendivision – Oberst Pawel Iwanowitsch Schumejew                |
|                                                           |                                                                   |                                                                          | 14. Schützendivision – Oberst F.A. Taranjuk                                        |
|                                                           |                                                                   |                                                                          | 78. Schützendivision – Generalmajor Alexander G. Motow                             |
|                                                           |                                                                   | 34. Garde-Schützenkorps – Generalmajor Gleb Wladimirowitsch Baklanow     |                                                                                    |
|                                                           |                                                                   |                                                                          | 15. Garde-Schützendivision – Generalmajor Pjotr Tschirkow                          |
|                                                           |                                                                   |                                                                          | 58. Garde-Schützendivision – Generalmajor Wladimir Rusakow                         |
|                                                           |                                                                   |                                                                          | 118. Schützendivision – Generalmajor Michail Suchanow                              |
|                                                           | 59. Armee (Generalleutnant Iwan Terentjewitsch Korownikow)        |                                                                          |                                                                                    |
|                                                           |                                                                   | 43. Schützenkorps – Generalmajor Anatoli I. Andrejew                     |                                                                                    |
|                                                           |                                                                   |                                                                          | 80. Schützendivision – Oberst Dmitri Naumowitsch Kusmin                            |
|                                                           |                                                                   |                                                                          | 135. Schützendivision – Oberst Filipp N. Romaschin                                 |
|                                                           |                                                                   |                                                                          | 314. Schützendivision – Oberst Pjotr Filimonowitsch Jefimenko                      |
|                                                           |                                                                   | 115. Schützenkorps – Generalmajor Sergei Borisowitsch Kozachek           |                                                                                    |
|                                                           |                                                                   |                                                                          | 13. Schützendivision – Generalmajor Sergei Nikolajewitsch Alexandrow               |
|                                                           |                                                                   |                                                                          | 92. Schützendivision – Generalmajor Matwej W. Winogradow                           |
|                                                           |                                                                   |                                                                          | 286. Schützendivision – Generalmajor Michail Danilowitsch Grischin                 |
|                                                           |                                                                   |                                                                          | 245. Schützendivision – Generalmajor Wladimir A. Rodionow                          |
|                                                           | 60. Armee (Generaloberst Pawel Alexejewitsch Kurotschkin)         |                                                                          |                                                                                    |
|                                                           |                                                                   | 15. Schützenkorps – Generalmajor Pjotr Vakulowitsch Tertyschni           |                                                                                    |
|                                                           |                                                                   |                                                                          | 107. Schützendivision – Oberst Wassili Jakowlewitsch Petrenko                      |
|                                                           |                                                                   |                                                                          | 336. Schützendivision – Oberst Lazar V. Greenwald-Mucho                            |
|                                                           |                                                                   | 28. Schützenkorps – Generalmajor Michail Iwanowitsch Osimin              |                                                                                    |
|                                                           |                                                                   |                                                                          | 246. Schützendivision – Oberst Dmitri L. Kazarinow                                 |
|                                                           |                                                                   |                                                                          | 302. Schützendivision – Oberst Nikolai Panteleimonowitsch Kucherenko               |
|                                                           |                                                                   |                                                                          | 322. Schützendivision – Generalmajor Pjotr Iwanowitsch Subow                       |
|                                                           |                                                                   | 106. Schützenkorps – Generalmajor Pawel Fedosejewitsch Ilinych           |                                                                                    |
|                                                           |                                                                   |                                                                          | 100. Schützendivision – Generalmajor Fjodor Michailowitsch Krasawin                |
|                                                           |                                                                   |                                                                          | 148. Schützendivision – Oberst Michail Iwanowitsch Pinnacles                       |
|                                                           |                                                                   |                                                                          | 304. Schützendivision – Oberst Gaibek Demirbekowitsch Zamanow                      |
|                                                           |                                                                   | 4. Garde-Panzerkorps – Generalmajor Pawel Pawlowitsch Poljuborow         |                                                                                    |
|                                                           |                                                                   |                                                                          | 12. Garde-Panzerbrigade – Oberstleutnant Nikolai Grigorowitsch Duschak             |
|                                                           |                                                                   |                                                                          | 13. Garde-Panzerbrigade – Oberstleutnant Semjon Konstantinowitsch Kurotkin         |
|                                                           |                                                                   |                                                                          | 14. Garde-Panzerbrigade – Oberstleutnant Alexander Jefimowitsch Skidanow           |
|                                                           |                                                                   |                                                                          | 3. Garde-mechanisierte Schützenbrigade – Oberstleutnant Michail Pawlowitsch Leonow |

| Heeresgruppe A (General der Panzertruppe Josef Harpe) |                                                        |                                                                            | |
|                                                       |                                                        | OKH-Reserve                                                                | |
|                                                       |                                                        | Panzerkorps „Großdeutschland“ (General Dietrich von Saucken)               | |
|                                                       |                                                        |                                                                            | Panzer-Grenadier-Division Brandenburg (Generalmajor Hermann Schulte-Heuthaus)                         |
|                                                       |                                                        | Fronttruppen                                                               | |
|                                                       |                                                        |                                                                            | Div. Stab z. b. V. 601, 602., 603. und 608                                                            |
|                                                       |                                                        |                                                                            | 391. Sicherungs-Division (Generalmajor Rudolf Sickenius)                                              |
|                                                       |                                                        |                                                                            | 344. Infanterie-Division (Generalmajor Georg Koßmala, im Antransport)                                 |
|                                                       | 9. Armee (General der Panzertruppe Smilo von Lüttwitz) |                                                                            | |
|                                                       |                                                        | XXXXVI. Panzerkorps (General Walter Fries)                                 | |
|                                                       |                                                        |                                                                            | 542. Volksgrenadier-Division (Generalleutnant Karl Löwrick)                                           |
|                                                       |                                                        |                                                                            | Festung Warschau (Generalleutnant Erwin Jollasse)                                                     |
|                                                       |                                                        |                                                                            | 337. Volksgrenadier-Division (Generalleutnant Eberhard Kinzel)                                        |
|                                                       |                                                        |                                                                            | 73. Infanterie-Division (Generalmajor Franz Schlieper)                                                |
|                                                       |                                                        | LVI. Panzerkorps (General der Panzertruppen Johannes Block)                | |
|                                                       |                                                        |                                                                            | 214. Infanterie-Division (Generalleutnant Harry von Kirchbach)                                        |
|                                                       |                                                        |                                                                            | 17. Infanterie-Division (Generalmajor Max Sachsenheimer)                                              |
|                                                       |                                                        | VIII. Armeekorps (General der Artillerie Walter Hartmann)                  | |
|                                                       |                                                        |                                                                            | 45. Volksgrenadier-Division (Generalmajor Richard Daniel)                                             |
|                                                       |                                                        |                                                                            | 6. Volksgrenadier-Division (Generalleutnant Otto-Hermann Brücker)                                     |
|                                                       |                                                        |                                                                            | 251. Infanterie-Division (Generalleutnant Werner Heucke)                                              |
|                                                       |                                                        |                                                                            | 9. Infanterie-Division (Generalmajor Werner Gebb)                                                     |
|                                                       | 4. Panzerarmee (General Fritz-Hubert Gräser)           |                                                                            | |
|                                                       |                                                        | XXXXII. Armeekorps (General der Infanterie Hermann Recknagel)              | |
|                                                       |                                                        |                                                                            | 342. Infanterie-Division (Generalleutnant Heinrich Nickel)                                            |
|                                                       |                                                        |                                                                            | 72. Infanterie-Division (Generalleutnant Hermann Hohn)                                                |
|                                                       |                                                        |                                                                            | 88. Infanterie-Division (Generalmajor Carl Anders)                                                    |
|                                                       |                                                        |                                                                            | 291. Infanterie-Division (Generalmajor Arthur Finger)                                                 |
|                                                       |                                                        | XXIV. Panzerkorps (General Walther Nehring)                                | |
|                                                       |                                                        |                                                                            | 16. Panzerdivision (Generalmajor Dietrich von Müller)                                                 |
|                                                       |                                                        |                                                                            | 17. Panzerdivision (Oberst Albert Brux)                                                               |
|                                                       |                                                        |                                                                            | 20. Panzergrenadier-Division (Generalmajor Georg Scholze)                                             |
|                                                       |                                                        | XXXXVIII. Panzerkorps (General der Panzertruppen Maximilian von Edelsheim) | |
|                                                       |                                                        |                                                                            | 68. Infanterie-Division (Generalleutnant Paul Scheuerpflug)                                           |
|                                                       |                                                        |                                                                            | 168. Infanterie-Division (Oberst Maximilian Roßkopf)                                                  |
|                                                       |                                                        |                                                                            | 304. Infanterie-Division (Generalmajor Ulrich Liß)                                                    |
|                                                       | 17. Armee (General der Infanterie Friedrich Schulz)    |                                                                            | |
|                                                       |                                                        | LIX. Armeekorps (General der Infanterie Edgar Röhricht)                    | |
|                                                       |                                                        |                                                                            | 371. Infanterie-Division (General der Infanterie Hermann Niehoff)                                     |
|                                                       |                                                        |                                                                            | 359. Infanterie-Division (Generalleutnant Karl Arndt)                                                 |
|                                                       |                                                        | XI. SS-Armeekorps (SS-Obergruppenführer Matthias Kleinheisterkamp)         | |
|                                                       |                                                        |                                                                            | 544. Volksgrenadier-Division (Generalleutnant Werner Ehrig)                                           |
|                                                       |                                                        |                                                                            | 78. Volksgrenadier-Division (Generalmajor Harald von Hirschfeld, ab 18. Generalmajor Hans Schrepffer) |
|                                                       |                                                        |                                                                            | 320. Volksgrenadier-Division (Generalmajor Ludwig Kirschner, später Oberst Scherenberg)               |
|                                                       | Armeegruppe Heinrici (1. Panzerarmee)                  |                                                                            | |
|                                                       |                                                        |                                                                            | 154. Feldausbildungs-Division                                                                         |
|                                                       |                                                        | XXXX. Panzerkorps (General der Panzertruppen Sigfrid Henrici)              | |
|                                                       |                                                        |                                                                            | 19. Panzerdivision (Generalleutnant Hans Källner)                                                     |
|                                                       |                                                        |                                                                            | 25. Panzerdivision (Generalmajor Oskar Audörsch)                                                      |
|                                                       |                                                        |                                                                            | 10. Panzergrenadier-Division (Generalleutnant August Schmidt)                                         |
|                                                       |                                                        |                                                                            | 6. Panzerdivision (Oberst Friedrich Wilhelm Jürgens)                                                  |
|                                                       |                                                        | XI. Armeekorps (General Rudolf von Bünau)                                  | |
|                                                       |                                                        |                                                                            | 253. Infanterie-Division (Generalleutnant Carl Becker)                                                |
|                                                       |                                                        |                                                                            | ungar. 5. Reserve-Division                                                                            |
|                                                       |                                                        |                                                                            | 75. Infanterie-Division (Generalmajor Karl Arning)                                                    |
|                                                       |                                                        |                                                                            | 100. Jäger-Division (Oberst Kreppel)                                                                  |
|                                                       |                                                        | 1. ungarische Armee (General Laszlo)                                       | |
|                                                       |                                                        |                                                                            | ungar. 24. Infanterie-Division                                                                        |
|                                                       |                                                        |                                                                            | ungar. 1. Gebirgs-Brigade                                                                             |
|                                                       |                                                        | XVII. Armeekorps General der Pioniere Otto Tiemann                         | |
|                                                       |                                                        |                                                                            | 208. Infanterie-Division (Generalleutnant Hans Piekenbrock)                                           |
|                                                       |                                                        |                                                                            | ungar. 2. Reserve-Division                                                                            |
|                                                       |                                                        |                                                                            | 254. Infanterie-Division (Generalmajor Richard Schmidt)                                               |
|                                                       |                                                        |                                                                            | 3. Gebirgs-Division (General Paul Klatt)                                                              |
|                                                       |                                                        | XXXIX. Gebirgskorps (General der Gebirgstruppe Karl von Le Suire)          | |
|                                                       |                                                        |                                                                            | Kampfgruppe 1. Skijäger-Division (Generalleutnant Gustav Hundt)                                       |
|                                                       |                                                        |                                                                            | 101. Jäger-Division (Generalleutnant Walter Assmann)                                                  |
|                                                       |                                                        |                                                                            | ungar. 16. Infanterie-Division                                                                        |
|                                                       |                                                        |                                                                            | 4. Gebirgs-Division (Generalleutnant Friedrich Breith)                                                |
|                                                       |                                                        |                                                                            | 97. Jäger-Division (Generalleutnant Friedrich-Carl Rabe von Pappenheim)                               |

## Verlauf

### Konews Großoffensive über die Weichsel nach Schlesien
Am 12. Januar 1945 griff die 1. Ukrainische Front unter Marschall Konew in der Sandomierz-Schlesischen Operation aus den Weichsel-Brückenköpfen von Baranow und Sandomierz heraus gegen die Front der deutschen 4. Panzer-Armee unter General Gräser an. Der Abschnitt des XXXXVIII. Panzerkorps östlich von Pinschow wurde ebenso wie der Abschnitt des XXXXII. Armeekorps östlich von Kielce durchbrochen. Das zum Gegenstoß vorgezogene XXIV. Panzerkorps (16. und die 17. Panzer-Division) leisteten starke Gegenwehr, wurden aber sofort von den durchgebrochenen Panzerkeilen der sowjetischen 3. Gardepanzer- und 4. Panzerarmee im Raum Kielce eingekesselt. Truppen der sowjetischen 52. Armee besetzten am 17. Januar Tschenstochau, die 3. Gardepanzerarmee am 18. Januar Petrikau.
Bis zum 18. Januar waren die sowjetischen Truppen gegenüber der Heeresgruppe A auf 300 km Breite bis zu 150 km tief eingebrochen und hatten die Hauptkräfte der deutschen Verteidigung überrannt. Abgeschnittene deutsche Truppen versuchten nach Kämpfen mit sowjetischen Armeetruppen und polnischen Partisanen die Verbindung mit der inzwischen weit nach Westen abgedrängten deutschen Front wiederherzustellen. Das XXXXII. Armeekorps wurde dabei bis zum 23. Januar zum größten Teil vernichtet, der Kommandierende General Recknagel wurde zwischen Petrikau und Tomaszów von Partisanen erschossen. In einem „wandernden Kessel“ zog sich die deutsche Korpsgruppe Nehring (Gen. Kdo. XXIV. Panzerkorps) unter schweren Verlusten in mehrtägigen Kämpfen über die Warthe zur Oder im Raum Glogau zurück.
Am 19. Januar überquerten die ersten sowjetischen Truppen die Grenzen des Deutschen Reiches; danach begann der Kampf um das Schlesische Industriegebiet, das von der deutschen 17. Armee verteidigt wurde. Sowjetische Bomber griffen Breslau an. Krakau wurde am gleichen Tag von der sowjetischen 59. Armee freigekämpft. Am 27. Januar 1945 befreiten Einheiten der sowjetischen 60. Armee die Überlebenden der Konzentrationslager Auschwitz und Birkenau. Die 100. Schützen-Division setzte dabei von Norden her über die Weichsel und deckte die Flanke der von Süden anrückenden 107., 148. und 322. Schützen-Division.

### Nebenoffensiven gegen Ostpreußen
Am 13. Januar traten an der nördlichen Ostfront auch die 3. Weißrussische Front unter General Tschernjachowski aus dem Raum Pilkallen gegen die Front der deutschen 3. Panzer-Armee an der östlichen Grenze von Ostpreußen mit dem Ziel an, nach Königsberg durchzubrechen. Am 14. Januar folgte die Offensive der 2. Weißrussischen Front unter General Rokossowski aus den Brückenköpfen bei Serok und Rozan über den Narew mit dem Ziel die Provinz Ostpreußen auch von Süden her zu überrennen und bei Elbing zur Ostsee durchzubrechen. Die deutsche 3. Panzerarmee unter Generaloberst Raus wurde über die Memel bis auf den Pregel und die Angerapp zurückgedrängt. Die Front der deutschen 2. Armee unter General Weiß am Narew war ebenfalls durchbrochen und bis 21. Januar über die südliche Grenze Ostpreußens bis Osterode zurückgeworfen. Die noch intakte Front der deutschen 4. Armee unter General der Infanterie Hoßbach zwischen Augustow und Lomscha am Bobr musste eiligst abgebaut werden, um nicht abgeschnitten zu werden. Die sowjetischen Truppen drängten von 19. und 24. Januar auf breiter Front zwischen Soldau – Neidenburg – Willenberg bis Goldap über die ostpreußische Grenze.

### Schukows Hauptangriff über Lodz auf Posen

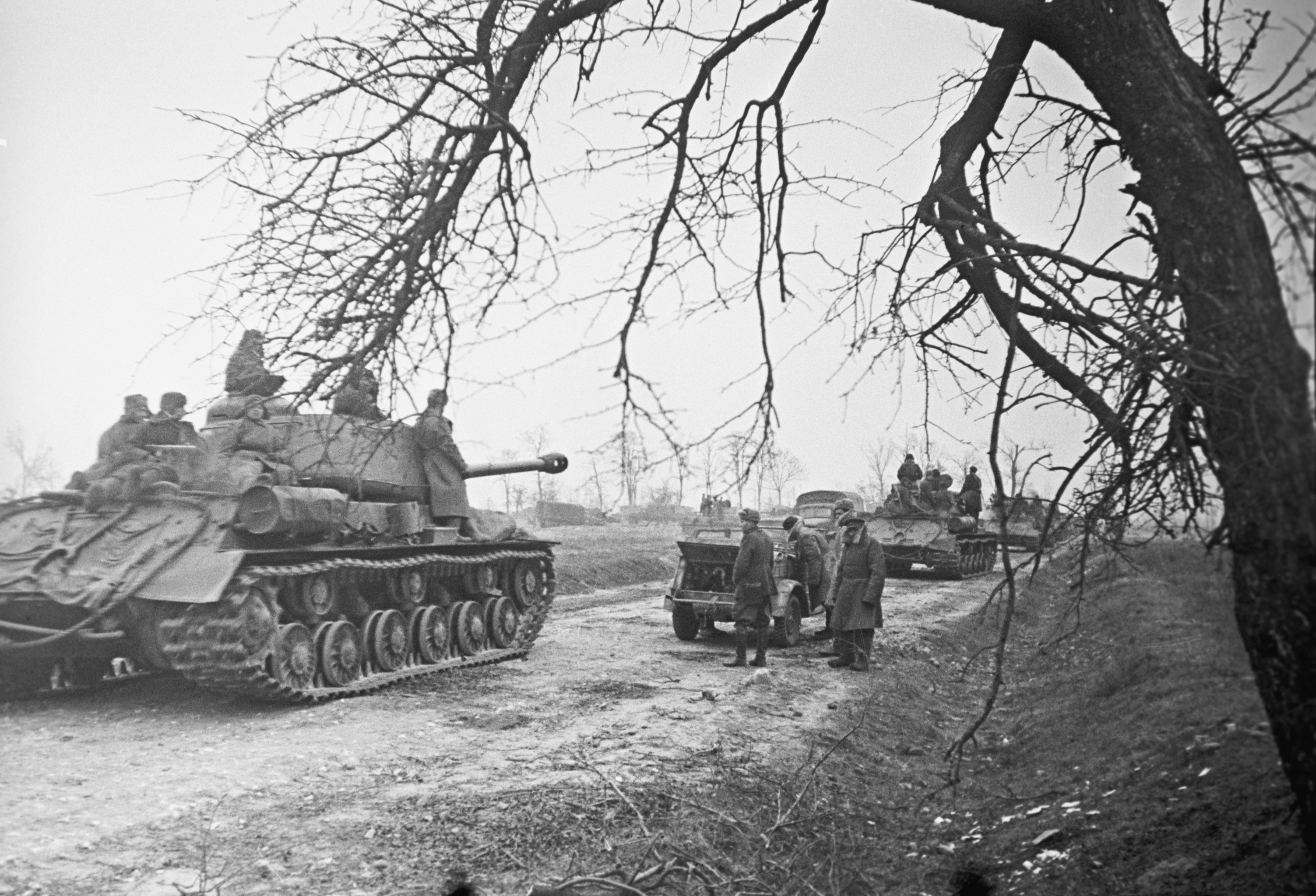
Panzer der 1. Weißrussischen Front auf dem Vormarsch

Am 13. Januar erfolgte aus den Brückenkopf von Magnuszew (Warka) und am 14. aus dem von Pulawy, in der Frontmitte im Raum beiderseits und südlich von Warschau der Angriff der 1. Weißrussischen Front unter Marschall Schukow gegen die deutsche 9. Armee (General von Lüttwitz). Zusammen mit den Truppen von Konews Front befanden sich damit aus den drei bereits im September 1944 eroberten Brückenköpfen von Baranow, Pulawy und Magnuszew (Warka) insgesamt 163 Schützen-Divisionen und Panzerbrigaden mit 7042 Panzern und Sturmgeschützen in der Offensive.
Die sowjetische Planung legte Wert auf eine hohe Geschwindigkeit. Diese sollte, zusammen mit den eingeplanten Flüchtlingsströmen, den deutschen Truppen die Möglichkeit zum Halten neuer Verteidigungslinien nehmen.
Die sowjetische 47. Armee und die polnische 1. Armee umfassten Warschau, das sie bis zum Abend des 17. Januar eroberten. Die 8. Gardearmee unter General Tschuikow, welche zusammen mit der 5. Stoßarmee aus dem Brückenkopf von Magnuszew antrat, durchbrach die Front des VIII. Armeekorps beiderseits der Pilica und stieß auf Tomaszow durch. Dabei wurde die 6. Volksgrenadierdivision aufgerieben. Die 19. Panzerdivision konnte in ihrem Bereich den gegnerischen Angriff zum Stehen bringen. Der hinausgezögerte Gegenangriff der 25. Panzer-Division stieß auf durchgebrochene sowjetische Panzer und blieb erfolglos. Mit diesen beiden Angriffen waren die operativen Reserven der 9. Armee aufgebraucht. Am nächsten Tag beschleunigte sich der Zusammenbruch der Weichselverteidigung, als die sowjetische 8. Gardearmee sowie Spitzen der 1. Gardepanzerarmee die taktische Verteidigungszone durchbrach. Um nicht von der Roten Armee eingekesselt zu werden, setzte sich die Division in unorganisch zusammengesetzten Kolonnen ohne jegliche Führung durch die Armee oder Heeresgruppe nach Westen ab. Der Angriff der sowjetischen 33. Armee aus dem Brückenkopf von Pulawy zielte auf die Stadt Radom, die bis 16. Januar zusammen mit der südlicher vorgehenden 69. Armee umschlossen und erobert wurde. Die 1. und 2. Garde-Panzer-Armee führten nach dem Einbruch an der Front des deutschen XXXXVI. Panzerkorps den operativen Durchbruch in Richtung auf Kutno und Lodz, in der zweiten Phase nördlich der Warthe über Posen bis zur Oder.
Die katastrophale Lage im Generalgouvernement zwang das Oberkommando der Wehrmacht zur Freigabe des in Ostpreußen dringend benötigten Panzerkorps „Großdeutschland“, ab 15. Januar wurden dabei die Fallschirmdivision Hermann Göring und die Panzergrenadierdivision Brandenburg nach Kalisz verlegt.
Die Stadt Lodz wurde am 19. Januar im Zusammenwirken des 29. Garde-Schützenkorps der 8. Gardearmee mit dem von Süden herangekommenen 9. mechanischen Korps befreit. Ab 25. Januar 1945 wurden die rund 30.000 bis 63.000 Verteidiger der zur „Festung“ erklärten Stadt Posen eingeschlossen. Der nun folgende Kampf um Posen bis zur Kapitulation der letzten Verteidiger dauerte bis zum 23. Februar 1945.
Der sowjetische Vormarsch in Ostpreußen und westlich der Weichsel erfolgte in der Hälfte der vom sowjetischen Oberkommando veranschlagten Zeit. Ihre Spitzen erreichten am 2. Februar (Beginn der Konferenz in Yalta) die Oder. Ohne dass dies von der sowjetischen Armeeführung vorgesehen war, kam es am 27. Januar 1945 zur Befreiung des Konzentrationslagers Auschwitz.

### Reaktion auf deutscher Seite
Nachdem die sowjetische Offensive erfolgreich vorangekommen war, befahl Generalstabschef Heinz Guderian am 16. Januar, in allen 20 Wehrkreisen des Reiches, die bislang noch nicht unmittelbar von Kampfhandlungen am Boden betroffen waren, jeweils ein Bataillon auszuheben. Innerhalb einer Woche sollten diese in das sogenannte Wartheland, einen zuvor annektierten Teil Polens, verlegt werden, um dort die sowjetische Offensive mit aufzuhalten. Am 20. Januar erklärte Hitler Posen, die Hauptstadt des Warthelands, zum Festen Platz. Am 22. Januar wurde im angrenzenden Wehrkreis III das Ersatzheer mobilisiert, um ebenfalls im Wartheland eingesetzt zu werden. Wilmot: „Am 22. Januar endlich genehmigte Hitler, der nun verzweifelt Reserven aufzutreiben suchte, die Räumung Memels, doch weigerte er sich noch immer, Kurland aufzugeben.“

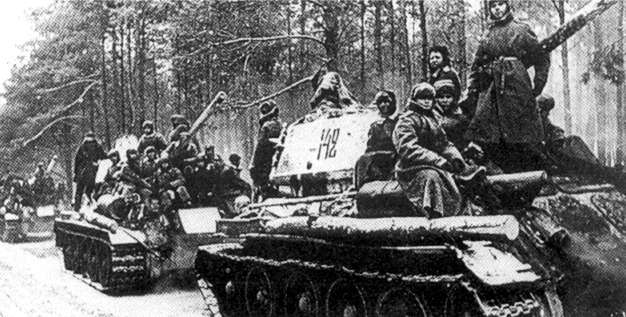
Sowjettruppen auf dem Weg zur Oder

Die sofortige Überführung der 6. Panzerarmee vom Westen nach dem Osten wurde angeordnet. Aus der Pfalz und dem Elsaß wurden die 21. Panzer- und die 25. Panzergrenadier-Division herausgelöst und an die bedrohte Oderfront verlegt. Hitler erkannte, dass er den Vorteil der inneren Linie verloren hatte: „Es hat gar keinen Sinn, dass man sich in etwas hineinhypnotisiert und sagt: Ich brauche es hier, folglich muß es auch so kommen. Letzten Endes muss ich mit den Dingen rechnen, wie sie sind. Der Aufmarsch einer wirklich beachtlichen Kraft vom Westen ist einmal vor 6 bis 8 Wochen nicht denkbar.“
Auch die Reserveeinheiten konnten in der Kürze der Zeit kaum sinnvoll eingesetzt werden. Das Ersatzheer aus dem Wehrkreis III erreichte das angewiesene Ziel Posen nur in Teilen. Einige Einheiten fuhren mit Eisenbahnwaggons direkt in die vorstoßenden sowjetischen Truppen hinein. Die Volkssturmverbände wurden allesamt vor Überschreiten der Grenze des „Altreichs“ umgeleitet und in die am 24. Januar formierte Heeresgruppe Weichsel eingegliedert. Die Heeresgruppe sollte die sowjetische Offensive nordwestlich von Posen auf der Linie Glogau–Elbing aufhalten, was jedoch misslang. Ihre Einheiten wurden noch im Rahmen der Weichsel-Oder-Operation auf die Festungsfront Oder-Warthe-Bogen und die Oderstellung zurückgedrängt und teilweise durchbrochen. Am 26. Januar wurde Küstrin zur Festung erklärt.
Am 28. Januar erfolgte der erste Befehl zur Räumung von Gebieten in der Mark Brandenburg: Emil Stürtz, Leiter des gleichnamigen NSDAP-Gaus, wurde beauftragt, einen rund 15 Kilometer tiefen Bereich westlich der Festungsanlage Tirschtiegel-Riegel zu evakuieren. Frauen und Kinder sowie männliche polnische Zwangsarbeiter sollten nach Westen geschafft werden. Ebenso wurden Gefängnisse und verschiedene Lager geräumt. Am gleichen Tag wurde jedoch Einwohnern des frontnahen Landkreises Landkreis Züllichau-Schwiebus eine Flucht untersagt.
Nach dem anhaltenden Misserfolg der Verteidigung wurde am 29. Januar befohlen, im Raum zwischen der Oder und Berlin Sperranlagen zu bauen. Als am folgenden Tag ersten sowjetischen Einheiten der Übergang über die Oder gelang und diese bald größere Brückenköpfe bildeten, verfügte die deutsche Führung in diesem Raum praktisch über keine strukturierten Bodeneinheiten. Der erfolglose Versuch der Zerschlagung der Brückenköpfe wurde zunächst ausschließlich mit den wenigen noch vorhandenen Flugzeugen der Luftwaffe unternommen, die allerdings zunächst auf praktisch keine Flugabwehrwaffen der sowjetischen Truppen trafen. Am 31. Januar wurde sämtliches SS-Personal im Großraum Berlin-Brandenburg alarmiert. Dieses Personal ging allerdings nicht gegen die sowjetischen Brückenköpfe vor, sondern sollte die Fläche gegen mögliche Luftlandeversuche sichern.

### Schlussphase der Offensive

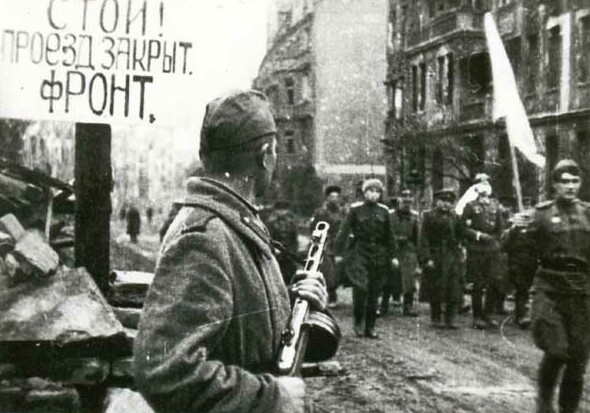
Abordnung deutscher Offiziere während der Verhandlungen über die Kapitulation der Festung Breslau

Ende Januar erreichte Rokossowskis 2. Weißrussische Front die Danziger Bucht und schnitt die 25 in Ostpreußen stehenden Divisionen ab. Konews 1. Ukrainische Front eroberte nach Krakau das oberschlesische Industriegebiet und kesselte Breslau ein. Schukows Panzer (1. Weißrussische Front) rollten durch Mittelpolen, drängten die Heeresgruppe Weichsel auf die Bunker des Oder-Warthe-Bogens zurück und durchbrachen diesen am 1. Februar. Dabei überschritten sie die deutsche Grenze in der Neumark. Die 4. Ukrainische Front unter Generaloberst Iwan Petrow eroberte Südpolen und die Nordtschechoslowakei (die heutige nördliche Slowakei). Abseits des Festungsriegels an der Oder kam es zur teils unkontrollierten Flucht der deutschen Einheiten, die meist Küstrin zu erreichen versuchten. Auch in den weiteren Regionen bis zur Oder blieb eine organisierte Verteidigung weitgehend aus. Vielmehr versuchten die meisten deutschen Truppen die Oder zu erreichen.
Nach den vom 26. bis 29. Januar tobenden Schneestürmen schoben sich General Tschuikows Einheiten bis zur Oder vor. Dabei profitierten sie von den Wetterbedingungen, weil Abwehrgräben durch Schneeverwehungen passierbar wurden und der Frost Sumpfgebiete und Gewässer befahrbar machte. Der vorentscheidende Erfolg der Offensive gelang im Zentrum der Operation beiderseits Küstrin. Am 1. Februar erreichten Vorausabteilungen der 8. Gardearmee den noch zugefrorenen Strom. Am 2. Februar bildete das 4. Garde-Schützenkorps (Generalmajor Glasunow) am westlichen Ufer bei Neu Manschnow einen kleinen Brückenkopf. Nordwestlich von Küstrin erreichte Bersarins 5. Stoßarmee die Oder. Das 1. mechanische Korps unter Generalleutnant Kriwoschein errichtete einen weiteren kleinen Brückenkopf nahe Genschmar an der Kalenziger Bunst. Am gleichen Tag erreichten auch das 8. mechanische Gardekorps (Generalmajor Dremow) und das 11. Garde-Panzerkorps (Oberst Babadschanjan) die Oder. Die übergesetzten Einheiten bildeten südlich und nördlich von Küstrin bei Güstebiese und Kienitz erste starke Brückenköpfe. Erich Kuby: „Abgesehen davon, dass ein vereister Strom kein natürliches Hindernis bildete, schien er dort, wo er bei Frankfurt und Küstrin Berlin am nächsten ist, überhaupt nicht mehr verteidigt zu werden.“
Der Höhenrand des Oderbruchs blieb aber im Wesentlichen unter deutscher Kontrolle.
In den ersten Februartagen begann westlich der Oder eine wirkungsvolle deutsche Verteidigung. Eine weitgehend ungestörter Oderübergang gelang der Roten Armee letztmals am 3. Februar mit drei Divisionen. Am 4. Februar befahl Stalin, an der Oder stehen zu bleiben, lediglich noch das umfasste Küstrin zu nehmen und im Übrigen eine Verteidigung in Richtung Norden gegen die deutsche Heeresgruppe Weichsel aufzubauen.

## Lage zum Abschluss der Offensive
Am 4. Februar 1945 waren die Kämpfe im nördlichen Bereich von Königsberg bis zu den Karpaten weitgehend zur Ruhe gekommen. Es bildeten sich neue Fronten: zwei Kessel in Ostpreußen an der Ostsee, der nördliche Teil Kurlands konnte sich halten, in Schlesien bis Küstrin verlief die Abwehrlinie um oder entlang der Oder, von Küstrin durch den Süden Pommerns bis Danzig.
In Ungarn hingegen gingen die Kämpfe nach der Verlegung der 6. SS-Pz.-Armee aus den Ardennen in den Südosten unvermindert weiter. Am 13. Februar 1945 fiel Budapest.

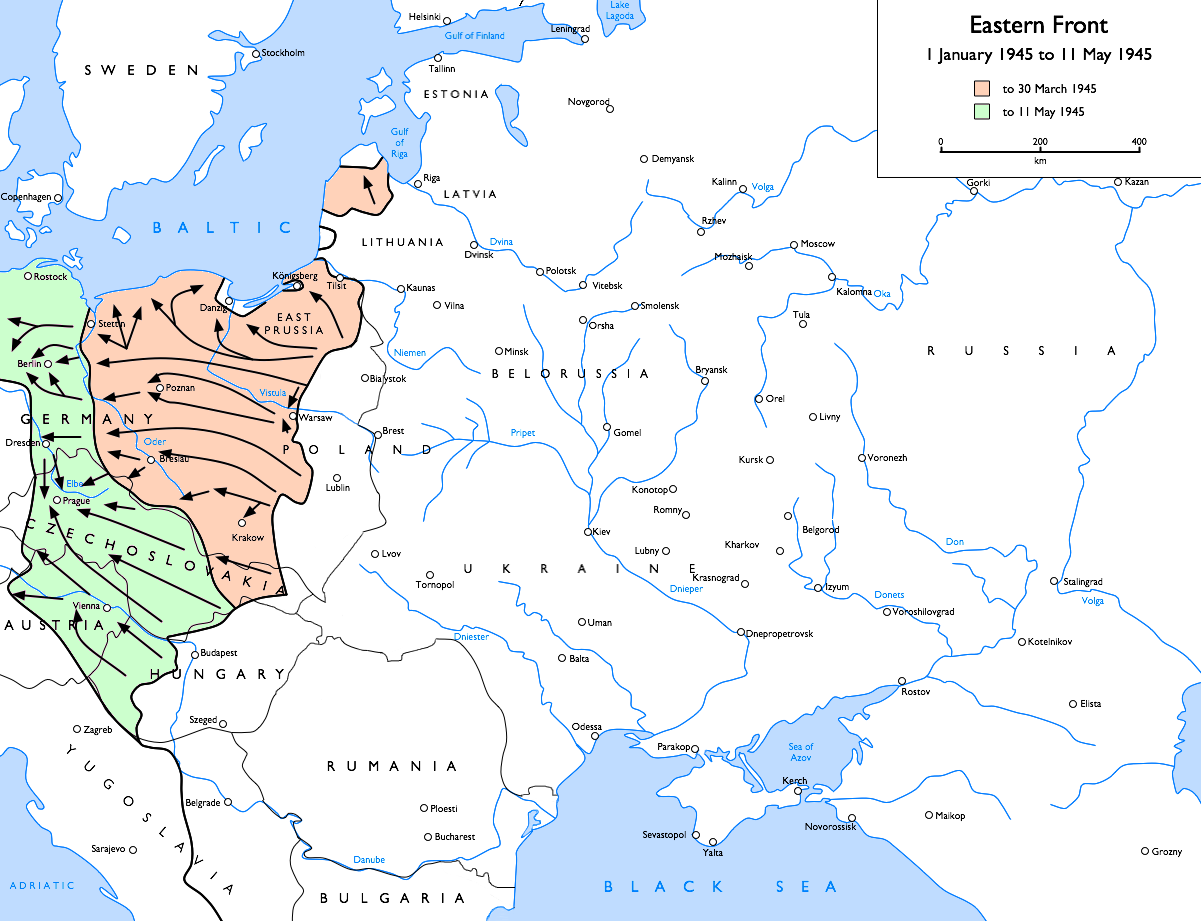
Die Offensiven bis Mai 1945

In der Lagebesprechung vom 27. Januar 1945 mit Göring und Jodl äußerte Hitler die Hoffnung, „dass mit jedem Schritt der Russen näher an Berlin heran die Westmächte einen Schritt näher zu einem Kompromiss gebracht würden.“ Als Sofortmaßnahme wurde der Berliner Volkssturm an die Ostfront verlegt und Heinrich Himmler zum Oberbefehlshaber einer Heeresgruppe Weichsel ernannt, um an der Oder die neue Front zu festigen. Von der Westfront wurde dazu mehr als die Hälfte der Panzerdivisionen abgezogen.
Hitler gab nun der Ostfront den Vorrang: Im Februar 1945 gingen „1.675 neue oder reparierte Panzer und Sturmgeschütze nach dem Osten, an die Westfront hingegen in derselben Zeit nur 67. […] Durch diese drastische Neuverteilung hoffte Hitler, die Ostfront zu stabilisieren, ehe die britisch-amerikanischen Armeen ihre Offensive zum Rhein erneuern könnten.“
Im März 1945 versuchte die Wehrmacht im Kampf um Küstrin vergeblich, die Brückenköpfe, zwischen denen die Versorgungslinie zur Stadt verlief, zu beseitigen. Am 22. März gelang den sowjetischen Truppen die Vereinigung der beiden Brückenköpfe. Die 1. Weißrussische Front konsolidierte schließlich bis Anfang April den Oder-Brückenkopf auf 44 km Breite und 7–10 km Tiefe, der sich von Lebus im Süden bis nördlich Kienitz erstreckte.

## Auswirkungen
Die sowjetischen Truppen waren nach der Offensive erschöpft und nahmen auch keine Gelegenheit wahr, weiter auf Berlin vorzustoßen. Sie konnten „solange nicht zum Durchbruch [auf Berlin] antreten […], wie sie den Nachschubverkehr durch das verwüstete Polen nicht organisiert hatten.“ (Wilmot, 740) In den nächsten Wochen bereinigten die sowjetischen Fronten ihren Rückraum: In der Schlacht um Ostpommern (10. Februar bis 4. April 1945) drangen sie an die Ostsee vor, die Ostpreußische Operation wurde am 9. April 1945 mit der Eroberung von Königsberg weitgehend abgeschlossen, Danzig wurde Ende März 1945 besetzt und in der Niederschlesischen Operation und der Westkarpatischen Operation wurden die deutschen Truppen auf die Tschechoslowakei zurückgedrängt. Trotz des militärischen Erfolgs der Sowjetfronten kehrte sich die Gesamtlage jedoch gleichsam um: Vorläufig hatten die deutschen Armeen an Oder und Neiße eine neue Abwehrlinie errichten können, während nun – ab Anfang Februar 1945 – die westalliierten Heere nach Deutschland einbrachen.
Mit der Schlacht um die Seelower Höhen begann die Sowjetarmee am 16. April 1945 ihren Angriff auf Berlin, der bis Anfang Mai zur Besetzung der deutschen Hauptstadt führte.
Die Kämpfe waren für beide Kriegsparteien sehr verlustreich. Die Rote Armee verlor nach eigenen Angaben 193.125 Soldaten (davon 43.251 Tote und Vermisste sowie 149.874 Verwundete), 1.267 Panzer, 374 Geschütze und 343 Flugzeuge.